# Unione Sportiva Lucchese Libertas 1930-1931
Questa pagina raccoglie i dati riguardanti l'Unione Sportiva Lucchese Libertas nelle competizioni ufficiali della stagione 1930-1931.

## Rosa
| N. |                   | Ruolo | Calciatore        |
| -- | ----------------- | ----- | ----------------- |
|    | Italia (bandiera) | C     | Giuseppe Belli    |
|    | Italia (bandiera) | P     | Angelo Belluomini |
|    | Italia (bandiera) | C     | Pietro Bertini    |
|    | Italia (bandiera) | A     | Bertolucci        |
|    | Italia (bandiera) | A     | Armando Bonino    |
|    | Italia (bandiera) | D     | Fernardo Campioni |
|    | Italia (bandiera) | A     | Bruno Fazzi       |
|    | Italia (bandiera) | C     | Enrico Gereschi   |
|    | Italia (bandiera) | A     | Alfio Giorgetti   |
|    | Italia (bandiera) | C     | Egisto Giorgetti  |
|    | Italia (bandiera) | D     | Lorenzo Lazzeroni |
|    | Italia (bandiera) | C     | Guido Lippi       |
|    | Italia (bandiera) | A     | Fernando Lucchesi |
|    | Italia (bandiera) | C     | Masoni            |

| N. |                   | Ruolo | Calciatore         |
| -- | ----------------- | ----- | ------------------ |
|    | Italia (bandiera) | C     | Elio Micheli       |
|    | Italia (bandiera) | A     | Marino Moretti     |
|    | Italia (bandiera) | D     | Raimondo Nutini    |
|    | Italia (bandiera) | C     | Francesco Palandri |
|    | Italia (bandiera) | D     | Pallottini         |
|    | Italia (bandiera) | A     | Brenno Paoli       |
|    | Italia (bandiera) | C     | Mario Petri        |
|    | Italia (bandiera) | D     | Lamberto Petri     |
|    | Italia (bandiera) | C     | Puccinelli I       |
|    | Italia (bandiera) | A     | Saverio Puccinelli |
|    | Italia (bandiera) | C     | Orlando Ricci      |
|    | Italia (bandiera) | D     | Cesare Simonini    |

## Statistiche

### Statistiche di squadra
| Competizione | Punti | In casa | In casa | In casa | In casa | In casa | In casa | In trasferta | In trasferta | In trasferta | In trasferta | In trasferta | In trasferta | Totale | Totale | Totale | Totale | Totale | Totale | DR  |
| Competizione | Punti | G       | V       | N       | P       | Gf      | Gs      | G            | V            | N            | P            | Gf           | Gs           | G      | V      | N      | P      | Gf     | Gs     | DR  |
| ------------ | ----- | ------- | ------- | ------- | ------- | ------- | ------- | ------------ | ------------ | ------------ | ------------ | ------------ | ------------ | ------ | ------ | ------ | ------ | ------ | ------ | --- |
| Serie B      | 25    | 17      | 8       | 4       | 5       | 23      | 17      | 17           | 1            | 3            | 13           | 10           | 53           | 34     | 9      | 7      | 18     | 33     | 70     | -37 |

### Statistiche dei giocatori
| Giocatore          | Serie B  | Serie B |
| Giocatore          | Presenze | Reti    |
| ------------------ | -------- | ------- |
| G. Belli           | 35       | 1       |
| A. Belluomini      | 35       | -44     |
| P. Bertini         | 24       | 0       |
| Bertolucci         | 18       | 0       |
| A. Bonino (III)    | 18       | 3       |
| F. Campioni        | 3        | 0       |
| B. Fazzi           | 33       | 0       |
| E. Gereschi        | 2        | 1       |
| E. Giorgetti (I)   | 2        | 0       |
| A. Giorgetti (II)  | 17       | 3       |
| L. Lazzeroni       | 32       | 1       |
| G. Lippi           | 13       | 3       |
| F. Lucchesi        | 1        | 0       |
| Masoni             | 2        | 0       |
| E. Micheli         | 18       | 1       |
| M. Moretti         | 18       | 2       |
| R. Nutini          | 1        | 0       |
| F. Palandri        | 2        | 0       |
| Pallottini         | 5        | 0       |
| B. Paoli           | 14       | 2       |
| M. Petri (I)       | 2        | 0       |
| L. Petri (II)      | 35       | 2       |
| Puccinelli (I)     | 2        | 0       |
| S. Puccinelli (II) | 17       | 3       |
| O. Ricci           | 2        | 0       |
| C. Simonini        | 34       | 0       |

Nota: viene inglobato anche lo spareggio salvezza contro l'Udinese (nel quale la Lucchese uscì sconfitta per 7-0), per questo per alcuni giocatori le presenze sono 35. 